# Grace Caroline Currey
Grace Caroline Currey, de domo Fulton (ur. 17 lipca 1996) – amerykańska aktorka, która wystąpiła w filmie Shazam! i jego kontynuacji.

## Filmografia

### Filmy
| Rok  | Tytuł                    | Rola           | Uwagi           |
| ---- | ------------------------ | -------------- | --------------- |
| 2007 | Badland                  | Celina Rice    |                 |
| 2014 | Journey to Abaddon       | Willow         | krótkometrażowy |
| 2017 | Painted Horses           | Paige          |                 |
| 2017 | Annabelle: Narodziny zła | Carol          |                 |
| 2019 | Shazam!                  | Mary Bromfield |                 |
| 2020 | Vampire Dad              | Susie          |                 |
| 2020 | Most Guys Are Losers     | Sandy          |                 |
| 2022 | Nie patrz w dół          | Becky          |                 |
| 2022 | Hart of the Wild Bunch   | Zamora         | krótkomet.      |
| 2023 | Shazam! Gniew bogów      | Mary Bromfield |                 |

### Telewizja
| Rok     | Tytuł                       | Rola                  | Uwagi   |
| ------- | --------------------------- | --------------------- | ------- |
| 2001    | Żarty na bok                | 4-letnia Lydia        | 1 odc.  |
| 2001    | JAG                         | Katelyn Maat          | 1 odc.  |
| 2002    | Home of the Brave           | Sydney Briggs         | film TV |
| 2004    | The Mystery of Natalie Wood | młoda Natalie Wood    | film TV |
| 2004    | Kiedy byliśmy dorośli       | młoda Biddy           | film TV |
| 2005-07 | Zaklinacz dusz              | młoda Melinda Gordon  | 5 odc.  |
| 2006    | Kości                       | Haley Farrel          | 1 odc.  |
| 2008    | Our First Christmas         | Lily                  | film TV |
| 2012-13 | Zemsta                      | młoda Victoria Harper | 3 odc.  |
| 2016    | Inna                        | Boots                 | 1 odc.  |